# Georg Pelster

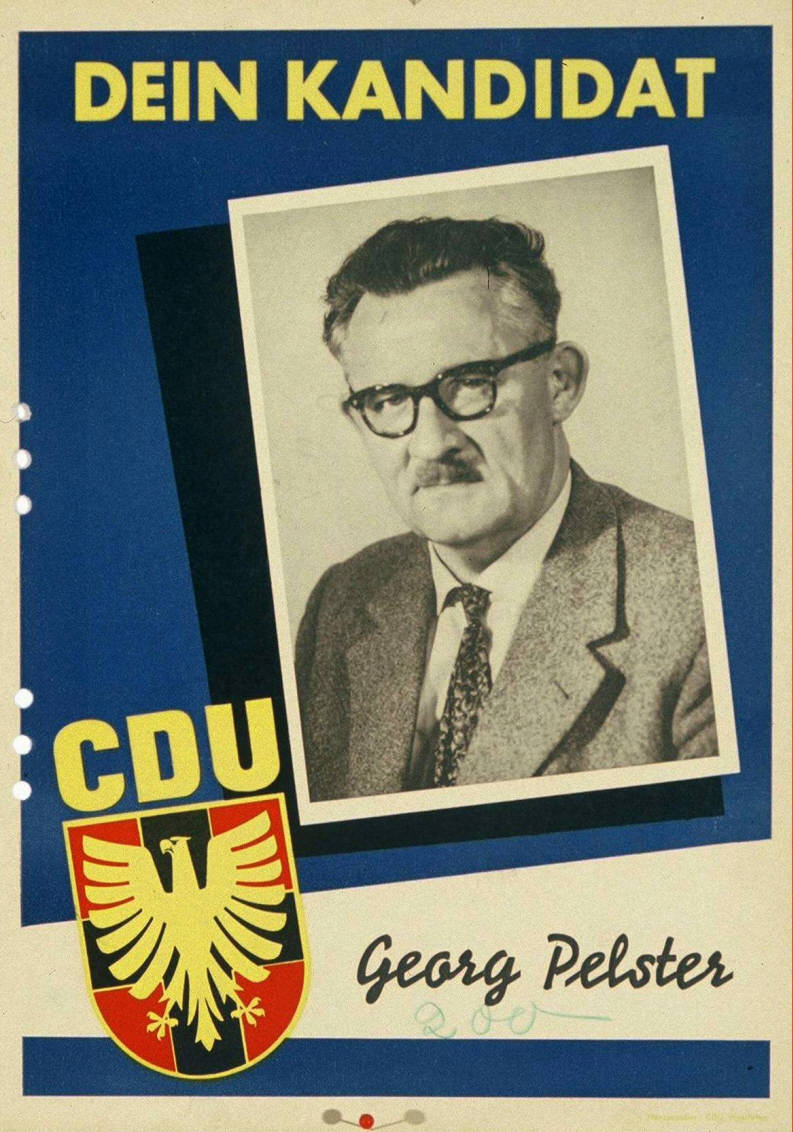
Georg Pelster auf einem Wahlplakat zur Bundestagswahl 1957

Georg Pelster (* 10. Januar 1897 in Rheine; † 25. Juni 1963 ebenda) war ein deutscher Gewerkschafter und Politiker der CDU.

## Leben und Beruf
Nach dem Besuch der Volksschule absolvierte Pelster, der römisch-katholischen Glaubens war, von 1911 bis 1915 eine Lehre zum Schlosser und Dreher. Er trat 1914 dem Katholischen Arbeiterverein und dem Christlichen Metallarbeiter-Verband (CMV) bei. Von 1919 bis 1926 war er hauptamtlicher Sekretär des CMV in Osnabrück, anschließend in Mülheim an der Ruhr. 1928 wechselte er in die Hauptverwaltung der Gewerkschaft. Er bildete sich durch verschiedene Lehrgänge in den Bereichen Volkswirtschaft und Recht weiter. Neben seiner Tätigkeit in der CMV-Hauptverwaltung war er seit 1928 auch Mitarbeiter des dem Zentrum angehörenden Reichstagsabgeordneten Franz Wieber.
Nach der Machtübernahme der Nationalsozialisten und der Gleichschaltung der Gewerkschaften war Pelster von 1933 bis 1937 arbeitslos, bis er eine Anstellung als Buchhalter finden konnte. 1944 wurde er zum Kriegsdienst eingezogen und geriet gegen Kriegsende noch kurzzeitig in Gefangenschaft, aus der er aber noch 1945 wieder entlassen wurde. Er war am Wiederaufbau der Gewerkschaften nach dem Zweiten Weltkrieg beteiligt. 1946 wurde er zum kommissarischen Vorsitzenden am Arbeitsgericht Rheine/Coesfeld ernannt, wurde 1948 Arbeitsgerichtsrat und übte dieses Amt bis zu seiner Wahl in den Bundestag aus.

## Partei
Pelster war in der Weimarer Republik Mitglied der Zentrumspartei und beteiligte sich 1945 an der Gründung der CDU. Er war von 1951 bis 1961 Vorsitzender der Partei im Kreis Steinfurt und anschließend bis zu seinem Tode deren dortiger Ehrenvorsitzender. Zudem gehörte er dem Landesvorstand der CDU Westfalen an.

## Abgeordneter
Pelster war Mitglied des Kreistages im Kreis Steinfurt. Von 1949 bis 1961 gehörte er dem Deutschen Bundestag an, wo er als zuletzt mit 60,8 % der Erststimmen direkt gewählter Abgeordneter den Wahlkreis Steinfurt–Tecklenburg vertrat. Bei der Kandidatenaufstellung zur Bundestagswahl 1961 unterlag er seinem innerparteilichen Gegenkandidaten Franz Falke. Vom 16. Juli 1952 bis zum 19. März 1958 war er auch Mitglied des Europaparlaments, wo er als stellvertretender Vorsitzender des Ausschusses für Soziale Fragen fungierte.

## Öffentliche Ämter
Von 1946 bis 1948 war Pelster Bürgermeister der Stadt Rheine.